# Camille Decoppet

Camille Decoppet (1910)

Camille Decoppet (* 4. Juni 1862 in Suscévaz; † 14. Januar 1925 in Bern; heimatberechtigt in Suscévaz) war ein Schweizer Politiker (FDP), Rechtsanwalt und Richter. Von 1900 bis 1912 amtierte er als Staatsrat des Kantons Waadt, parallel dazu gehörte er ab 1899 dem Nationalrat an. Ab 1901 war er Mitglied des Verwaltungsrates der Schweizerischen Bundesbahnen, ab 1911 Parteipräsident der FDP. Von 1912 bis 1919 gehörte er dem Bundesrat an; während dieser Zeit in der Landesregierung hatte er den Vorsitz dreier Departemente inne. Schliesslich war er von 1919 bis zu seinem Tod Direktor des Internationalen Büros des Weltpostvereins.

## Biografie

### Studium und Beruf
Er war der Sohn des Gastwirts Henri-François Decoppet und dessen aus Nyon stammender Ehefrau Philippine Alary. Sein Bruder Maurice Decoppet war später Professor für Forstwissenschaften, sein Cousin Lucien Decoppet Präsident der Waadtländer Kantonalbank und Nationalrat. Camille Decoppet absolvierte die Sekundarschule in Yverdon und das kantonale Gymnasium in Lausanne, das er 1881 mit der Matura abschloss. Anschliessend studierte er Rechtswissenschaft an der Lausanner Akademie (Vorläuferin der Universität Lausanne). Während seiner Studienzeit war er Mitglied der Studentenverbindung Helvetia, die er in den Jahren 1882 bis 1884 präsidierte.
1886 erwarb Decoppet das Lizenziat der Rechte, anschliessend absolvierte er ein Praktikum bei Louis Berdez. Nachdem er 1888 das Patent als Rechtsanwalt hatte, eröffnete er zusammen mit Alphonse Dubuis eine Anwaltskanzlei. Im darauf folgenden Jahr heiratete er Emma Grandjean, die er seit seiner Kindheit kannte und mit der er zwei Kinder hatte. Bis 1890 und wieder von 1896 bis 1900 arbeitete er als Rechtsanwalt, in den Jahren dazwischen war er als Staatsanwalt tätig. Von 1896 bis 1912 war er Ersatzrichter am Bundesgericht. Darüber hinaus nahm er weitere Mandate als Verwaltungsrat wahr, u. a. bei der Waadtländer Kantonalbank und bei der Jura-Simplon-Bahn. Elf Jahre lang, von 1901 bis 1912, gehörte er dem Verwaltungsrat der Schweizerischen Bundesbahnen an.
Auch in der Schweizer Armee trieb Decoppet seine Karriere voran. Als Major kommandierte er ab 1898 ein Infanterie-Bataillon, als Oberstleutnant ab 1901 das 1. Infanterie-Regiment. Er stieg bis 1910 in den Rang eines Obersten auf und kommandierte den 1. Territorialkreis.

### Kantons- und Bundespolitik
Decoppets politische Karriere begann 1897 mit der Wahl ins Waadtländer Kantonsparlament, den Grossen Rat. 1898 zog er auch in den Gemeinderat (Legislative) der Stadt Lausanne ein. Beiden Räten gehörte er jeweils drei Jahre lang an, 1899 präsidierte er den Grossen Rat. Bei den Parlamentswahlen 1899 gelang ihm im Wahlkreis Waadt-Nord der Einzug in den Nationalrat. 1906/07 amtierte er als Nationalratspräsident. Eine wichtige Rolle spielte er 1909 bei den Verhandlungen um eine französisch-schweizerische Konvention, welche die Zufahrtslinien zum Simplontunnel festlegte. Die Konvention führte zum Bau der Bahnstrecke Frasne–Vallorbe mit dem Mont-d’Or-Tunnel, mit der die Eisenbahnverbindung zwischen Lausanne und Frankreich markant verkürzt werden konnte. 1911/12 war er Präsident der gesamtschweizerischen FDP.
Zusätzlich zu seinem Mandat auf nationaler Ebene blieb Decoppet auch im Kanton Waadt politisch aktiv: Im Jahr 1900 wurde er in die Kantonsregierung, den Staatsrat, gewählt. In diesem Exekutivamt übernahm er die Leitung des Erziehungs- und Kultusdepartements. Er reformierte die Gesetzgebung über Primarschulen und leitete eine Reform des Sekundarschulgesetzes in die Wege. Ausserdem förderte er den Ausbau der Handelsschule und setzte sich für eine Wirtschaftsfakultät an der Universität ein. Mit dem von ihm konzipierten Landeskirchengesetz von 1910 erhielten die Frauen das Stimmrecht in kirchlichen Fragen. Nach dem unerwarteten Tod von Marc Ruchet war dessen Nachfolge im Bundesrat praktisch unumstritten. Decoppet genoss einen ausgezeichneten Ruf, und der Anspruch des Kantons Waadt auf einen Bundesratssitz war ungefährdet. Am 17. Juli 1912 gelang ihm die Wahl in den Bundesrat bereits im ersten Durchgang mit 173 von 184 gültigen Stimmen, auf vereinzelte Personen entfielen elf Stimmen.

### Bundesrat
Bis zum Jahresende leitete Decoppet das Departement des Innern und brachte einige noch hängige Gesetzgebungsverfahren zum Abschluss. Im Januar 1913 übernahm er für ein Jahr das Justiz- und Polizeidepartement. In dieser Funktion war er hauptsächlich damit beschäftigt, die Ausarbeitung des Strafgesetzbuches fortzuführen. Anfang 1914 übernahm er das Militärdepartement. Nach dem Tod von Louis Perrier im Vorjahr war er der einzige Romand im Bundesrat. Dies brachte ihn nach Ausbruch des Ersten Weltkriegs in eine heikle Position, da die Landesregierung und der Generalstab überwiegend als deutschfreundlich galten. Für die Wahl des Generals schlug er im Namen des Gesamtbundesrates Ulrich Wille vor, der verwandtschaftliche Beziehungen zu Preussen hatte, was grosse Kritik hervorrief. Zwar verhielt sich Decoppet völlig solidarisch zu seinen Regierungskollegen, er litt jedoch stark unter dieser Auseinandersetzung. Erst nach längerer Zeit schwand das Misstrauen allmählich. Als Vorsteher des Militärdepartements musste er einen grossen Teil der Landesversorgung sicherstellen, beispielsweise beim Getreide- und Futtermittelimport. Dabei konnte er die freie Getreideeinfuhr über den Hafen von Sète aushandeln. Er modernisierte die Ausrüstung der Armee und organisierte die Luftwaffe.
Mit 185 von 188 gültigen Stimmen wählte die Bundesversammlung Decoppet für das Jahr 1916 zum Bundespräsidenten. Die Öffentlichkeit in der Romandie freute sich über die Wertschätzung, doch überschatteten zwei Krisen sein Präsidialjahr. Im Januar wollte Decoppet strafrechtlich gegen zwei Obersten vorgehen, die den deutschen und den österreichisch-ungarischen Militärattaché mit Tagesbulletins und diplomatischen Depeschen beliefert hatten. Nachdem die übrigen Bundesräte und der Generalstab ihm dies verweigerten, kam die Strafuntersuchung auf Druck des Parlaments und der Westschweizer Kantone doch noch zustande. Milde Urteile des Divisionsgerichts in dieser Obersten-Affäre lösten in der Westschweiz eine tiefe Vertrauenskrise aus – zusätzlich belastet durch die von Decoppet wohl widerwillig kommunizierte Bundesrats-Entscheidung, Forderungen nach der Absetzung Willes nicht stattzugeben. Im Februar bereitete der Generalstab die Verlegung von Deutschschweizer Truppen in die Romandie vor, ohne den Bundesrat darüber zu informieren. Nachdem Decoppet im März unzureichend darüber informiert worden war, musste er am 21. Juni vor dem Parlament eingestehen, ahnungslos gewesen zu sein. Angewidert teilte er seinen Bundesratskollegen seinen Rücktritt mit; diese hielten ihn davon ab, indem sie selbst mit dem Rücktritt drohten.
Decoppet legte mehrere Berichte über die Ausübung der Vollmachten vor, mit denen er hoffte, das angeschlagene Vertrauen des Parlaments zurückzugewinnen. 1917 setzte er die Neuorganisation des Militärs fort, 1918 ordnete er den Kauf eines Grundstücks zum Bau des Militärflugplatzes Dübendorf an. Gegen den Landesstreik im November 1918 bot er hauptsächlich Westschweizer Truppen auf, die Demobilisierung nach Kriegsende erfolgte zögerlich. Die Zeitung L’Indépendant aus Fribourg war darüber derart erbost, dass sie ihn im Dezember 1918 zum Rücktritt aufforderte. Decoppet hielt noch ein Jahr durch, ehe er am 7. November 1919 seinen bevorstehenden Rücktritt ankündigte. Sein Amt übergab er am 31. Dezember 1919 an Karl Scheurer.

### Weitere Tätigkeiten
Noch am Tag der Rücktrittsankündigung ernannte der Bundesrat Decoppet zum Direktor des Weltpostvereins und somit zum Nachfolger des kurz zuvor verstorbenen Eugène Ruffy. Enttäuscht über das Unverständnis seiner Mitbürger, dass er aus Rücksicht auf das Kollegialitätsprinzip während des ganzen Krieges am umstrittenen General festgehalten hatte, kehrte Decoppet nicht ins Waadtland zurück, sondern lebte zurückgezogen in Bern und konzentrierte sich auf seine Arbeit beim Weltpostverein. Er baute diese internationale Organisation weiter aus und präsidierte den Weltpostkongress 1920 in Madrid. Am 14. Januar 1925 erlag er einem Schlaganfall.